# Marte 5M
Marte 5M foi a designação de uma missão não tripulada, planejada para o final da década de 70 pela União Soviética como parte do Programa Marte.
Com o cancelamento do projeto do foguete N1 em 1974, essa seria a segunda tentativa do escritório de projetos NPO Lavochkin (OKB-301) em projetar e lançar uma missão de retorno de amostras do solo marciano. O projeto e o desenvolvimento transcorreram entre 1974 e 1978, tendo como base a espaçonave da missão Marte 5NM proposta anteriormente.
Nessa missão no entanto, um primeiro foguete Proton, lançaria um estágio do tipo bloco D com todo o equipamento de manobra e acoplamento necessário, o sistema Igla. O enorme módulo aterrissador seria colocado em órbita terrestre por um segundo foguete Proton ainda com o último estágio, um bloco D ligado a ele. Esses dois estágios seriam manobrados e acoplados em órbita e depois acionados em sequência, impulsionado a espaçonave em direção à Marte. Esse projeto também não foi adiante devido a baixa performance do sistema de acoplamento Igla, que acabou sendo substituído mais tarde pelo sistema Kurs.